# زبان قبچاقی مملوک
زبان قبچاقی مملوک (به انگلیسی: Mamluk-Kipchak language) از گونه‌های تاریخی زبان‌های موسوم به زبان‌های قبچاقی بود که در دوران فرمانروایی ممالیک بر مصر و شام استفاده می‌شد. از آنجایی که بیشتر سلاطین مملوک تنها ترکی می‌دانستند، چندین واژه‌نامه مختلف برای برقراری ارتباط بین مردم عرب‌زبان ساکن در قلمروی تحت حکومت ممالیک و طبقه حاکم ترک‌زبان نوشته شد. از زبان قبچاقی مملوک به‌عنوان یک زبان ادبی نیز استفاده می‌شد و چندین اثر از عربی و فارسی توسط ممالیک به این زبان ترجمه شد. این زبان را با خط عربی می‌نوشتند. قبچاقی مملوک پس از روی‌کارآمدن ممالیک برجی جایگاهش را از دست داد و با ترکی اوغوز جایگزین شد.